# Abraxas gunsana
Abraxas gunsana är en fjärilsart som beskrevs av Inoue 1970. Abraxas gunsana ingår i släktet Abraxas och familjen mätare. Inga underarter finns listade i Catalogue of Life.